# 福島学
福島 学（ふくしま まなぶ、1974年8月14日 - ）は、日本のプロボクサー。福島県郡山市出身。第25代日本スーパーバンタム級王者。第29代OPBF東洋太平洋スーパーバンタム級王者。JBスポーツジム所属選手としてプロデビュー、2007年より花形ボクシングジム所属。移籍後の1試合は福島 仕（読み同じ）のリングネームで行った。

## 来歴
母、8歳差の兄の3人家族に育つ。中学時代は、部活動と新聞配達のアルバイトに明け暮れ、高校時代にはじめの一歩に憧れ、ボクシングを始める。アマチュア戦績は5戦3勝（2KO・RSC）2敗。高校卒業後、福島県内のビルメンテナンス会社に就職したがボクシングを諦めきれず、同社社長の後押しで上京。

### JBスポーツジム
開設されたばかりであった高橋直人のJBスポーツジムを紹介される。同ジムのオーナーが、「はじめの一歩」の作者である森川ジョージであることを知るのは、ジムに入ってからであった。当時は身長168cmながら体重65kgもあり、必ずしもボクサー向きの体型ではなかった。
1994年12月5日、プロデビュー戦に3RTKO勝ちを収めた。次戦からは2連敗を喫した。
トレーナーの山田武士とコンビを組み、1998年と翌年のフィリピン、タイ選手との戦いで才能が開花。スーパーバンタム級新人王北島桃太郎をこの試合で初めて見せたハメド・スタイルで10R判定に下すと、2000年2月14日に日本スーパーバンタム級王者真部豊に挑み、10R判定で下し20戦目にして初の王座を獲得。真部はこの試合を最後に引退した。
同年5月に初防衛成功したが、同年7月15日、瀬川設男に10R判定負け。その後は世界戦に向けて試合を重ねた。
2002年8月24日、WBC世界スーパーバンタム級暫定タイトルマッチでオスカー・ラリオス（メキシコ）に挑戦。同タイトルマッチの諸費用は全て森川ジョージが用意し、彼が連載する週刊少年マガジンでも特集ページが組まれるなど負けられない一戦となったが、8RTKO負けとなった。
その後1戦し6RKOの後、2003年4月26日、鄭在光とOPBF東洋太平洋スーパーバンタム級王座決定戦を行い終始危なげない試合運びで、12R判定勝ちし王座を獲得した。
2003年8月16日、ペドリト・ローレンテと行うも12R判定で敗れ初防衛に失敗し王座から陥落した。
2005年6月4日、WBA世界バンタム級タイトルマッチで王者ウラジミール・シドレンコに挑戦する予定であったが、シドレンコの右手親指骨折のため延期となった。同年10月15日、延期となっていたシドレンコとのタイトルマッチを予定していたが、自身の右ふくらはぎ筋断裂により中止となった。
2007年5月5日、池原信遂に0-3の判定負け。その後花形ボクシングジムへ移籍。

### 花形ボクシングジムへ移籍
花形ボクシングジムに移籍後、福島仕にリングネームを変更。
2007年10月15日、花形ジム移籍初戦目は1階級上の日本スーパーバンタム級2位瀬藤幹人。序盤から瀬藤優位で試合は進み、ダウンを食らっての5RTKO負を喫した。
2007年12月、リングネームを本名の福島学に戻す。親戚から「親からもらった名前を何故変える」と評判が悪く、そのことを相談した所属ジムの花形進会長から「あんな読めない字、やめろよ」と言われ、リングネーム変更後に試合に負けたこともあって、1試合しただけで本名に戻した形となった。
2008年5月25日、日本スーパーバンタム級4位の三浦数馬と青森県で8回戦を行う。初の東京以外での試合であったが3Rに偶然のバッティングで福島の左眉から出血し負傷ドローに終わった。同年後半は8月12日の栗田貴之戦に2-1、11月13日の丸山有二戦に3-0のいずれも負傷判定勝利となった。
2009年3月7日、日本バンタム級7位として4位久永志則とのバンタム級8回戦を行い、この試合でも偶然のバッティングにより右目上をカットし、5Rまでの採点で3-0の負傷判定勝利となった。
2009年6月8日、小野沢洋次郎とのフェザー級8回戦に3-0の判定勝利を収めた。天笠尚に0-2判定負け後の12月28日、日本スーパーバンタム級7位として同フェザー級8位の上野則之とフェザー級8回戦を行い、初回KO負けを喫した。

### 引退を撤回して特例での引退試合
2010年8月9日、芹江匡晋の持つ日本スーパーバンタム級王座に12位として挑戦し、棄権により7R終了TKO負けとなり、試合後に引退を表明したが、数日後に前言撤回し再起表明。試合内容から引退勧告受けた日本ボクシングコミッションへ嘆願し「もう一試合」の特例で12月10日、引退試合として同郷の大竹秀典との8回戦、6回終了時点で花形会長が忠告し棄権でTKO負け。正式に現役引退。

## 獲得タイトル
- 第15代日本スーパーバンタム級王座（防衛1）
- 第29代OPBF東洋太平洋スーパーバンタム級王座（防衛0）